# 怒江柳
怒江柳（学名：Salix nujiangensis）是杨柳科柳属的植物，为中国的特有植物。分布于中国大陆的云南等地，生长于海拔2,800米的地区，目前尚未由人工引种栽培。

## 异名
- Salix contortiapiculata P. Y. Mao et W. Z. Li